# Romain Duris
Romain Duris (uttal: dy'riss) född 28 maj 1974 i Paris, är en fransk skådespelare. 
Duris studerade konst när han blev upptäckt av en talangscout. Han fick sitt genombrott 1994 i Cédric Klapischs film Fem unga. Sedan dess har han medverkat i flera av Klapischs filmer, såsom När katten är borta, Den spanska lägenheten och Paris. Han gjorde även ett starkt intryck i Jacques Audiards Mitt hjärtas förlorade slag.

## Filmografi i urval
- Fem unga (1994)
- När katten är borta... (1996)
- Dobermann (1997)
- Gadjo Dilo - främlingen (1997)
- Peut-être (1999)
- Den spanska lägenheten (2002)
- Pas si grave (2003)
- Arsène Lupin (2004)
- Förälskad, förvirrad (2005)
- Mitt hjärtas förlorade slag (2005)
- I skuggan av Paris (2006)
- Molière (2007)
- Afterwards (2008)
- Paris (2008)
- Heartbreaker (2010)
- Dagarnas skum (2013)
- En ny flickvän (2014)
- När livet vänder (2018)
- Animal Kingdom (2023)